# 宝応
宝応（ほうおう）は中国・唐代の元号のひとつ。粛宗と代宗の治世で使用された。762年4月 - 763年6月。

## 西暦・干支との対照表
| 宝応 | 元年  | 2年   |
| 西暦 | 762年 | 763年 |
| 干支 | 壬寅  | 癸卯  |